# Rondpunt Aalter
De Verkeerswisselaar Aalter of het Rondpunt Aalter is gelegen bij de afrit 11 van de E40, in de Belgische gemeente Aalter.
Dit verkeersplein wordt gevormd door de samenkomst van de N44 uit Maldegem, de N409 uit Deinze, de N37 uit Tielt, de N499 uit Eeklo en de E40-afritten uit beide richtingen. De plaatselijke weg komende van het Loveld werd eerder omgelegd en afgesloten aan het knooppunt. Deze verkeerswisselaar was tot 2016 een groot rondpunt waar de genoemde wegen samenkwamen en tot 60.000 auto's ter verwerken kreeg. Ondanks de schaalvergroting blijft de naam Rondpunt nog altijd een begrip bij de bevolking in de streek.

## Herinrichting
De meermaals uitgestelde werken starten op 1 maart 2016 en mogen 1.170 kalenderdagen duren, ze werden begroot op € 23,5 miljoen. Door de aanleg van enkele nieuwe rotondes en de bijhorende verbindingswegen zal het knooppunt beter moeten functioneren en de E40 vlugger ontlasten. De fietstunnels zorgen ervoor dat de fietser het gemotoriseerde verkeer veilig kunnen kruisen. Ook wordt er een speciale strook voorzien voor het verkeer dat van de E40 komt en richting N44 moet. Tijdens de gefaseerde werken worden ook de doorgangen onder de E40 vernieuwd. Teneinde de doorstroming op de snelweg niet te storen werd een bypass aangelegd die het verkeer tijdelijk kan opvangen..
Op woensdag 6 mei 2020 was de nieuwe afrit Gent afgewerkt en werd die opengesteld, wat meteen het einde van de herinrichting van de verkeerswisselaar was.